# Diastereòmer
Els diastereòmers o diastereoisòmers són una classe d'estereoisòmers tals, que no són superposables però tampoc són una imatge especular un de l'altre, és a dir, no són enantiòmers.

## Característiques
Els diastereoisòmers difereixen en les seves propietats físiques i químiques.
Dins del grup dels diastereoisòmers es troben els isòmers cis-trans (abans coneguts com a Isòmers Geomètrics), els confòrmers o isòmers conformacionals i, a les molècules amb diversos centres quirals, els isòmers que pertanyen a diferents parelles d'enantiòmers.
Si una molècula té diversos centres quirals obtindrem diastereoisòmers canviant la configuració absoluta d'un dels centres quirals i mantenint la de la resta; Per exemple a l'àcid tàrtric:
```
COOH COOH 
| |

(R)
 H-C-OH HO-C-H 
(S)

| |
(S) H-C-OH H-C-OH (S)
| |
COOH COOH
```

Un exemple dels diastereoisòmer cis-trans és l'àcid 2-butenodioíc, el que té 2 dif. estereoisòmers:

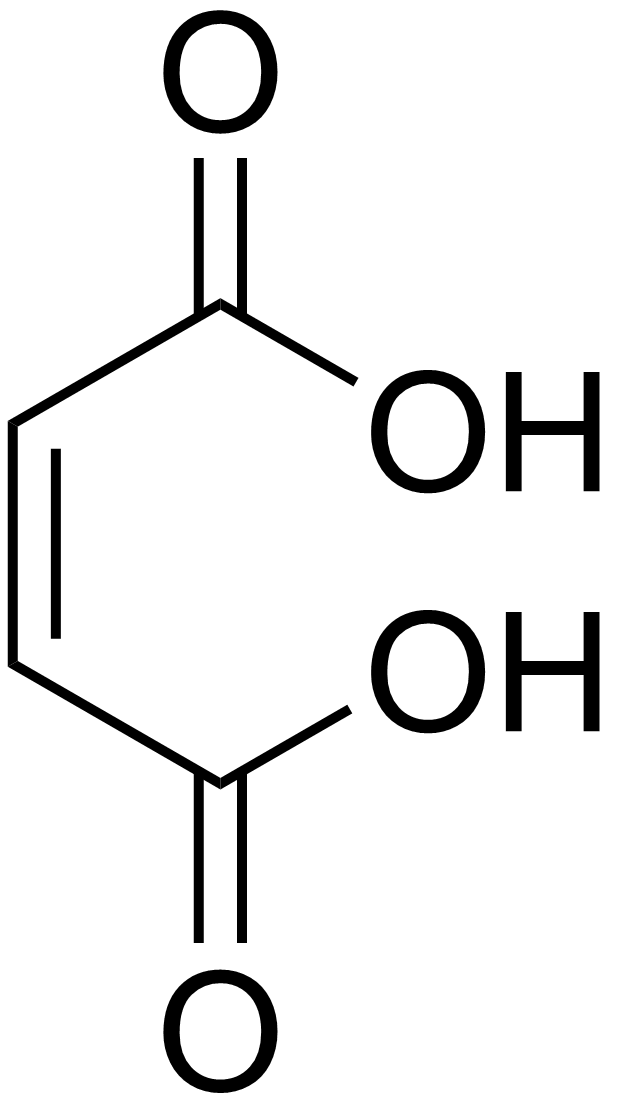
Àcid Z-2-butenodioíc (Àcid maleic).

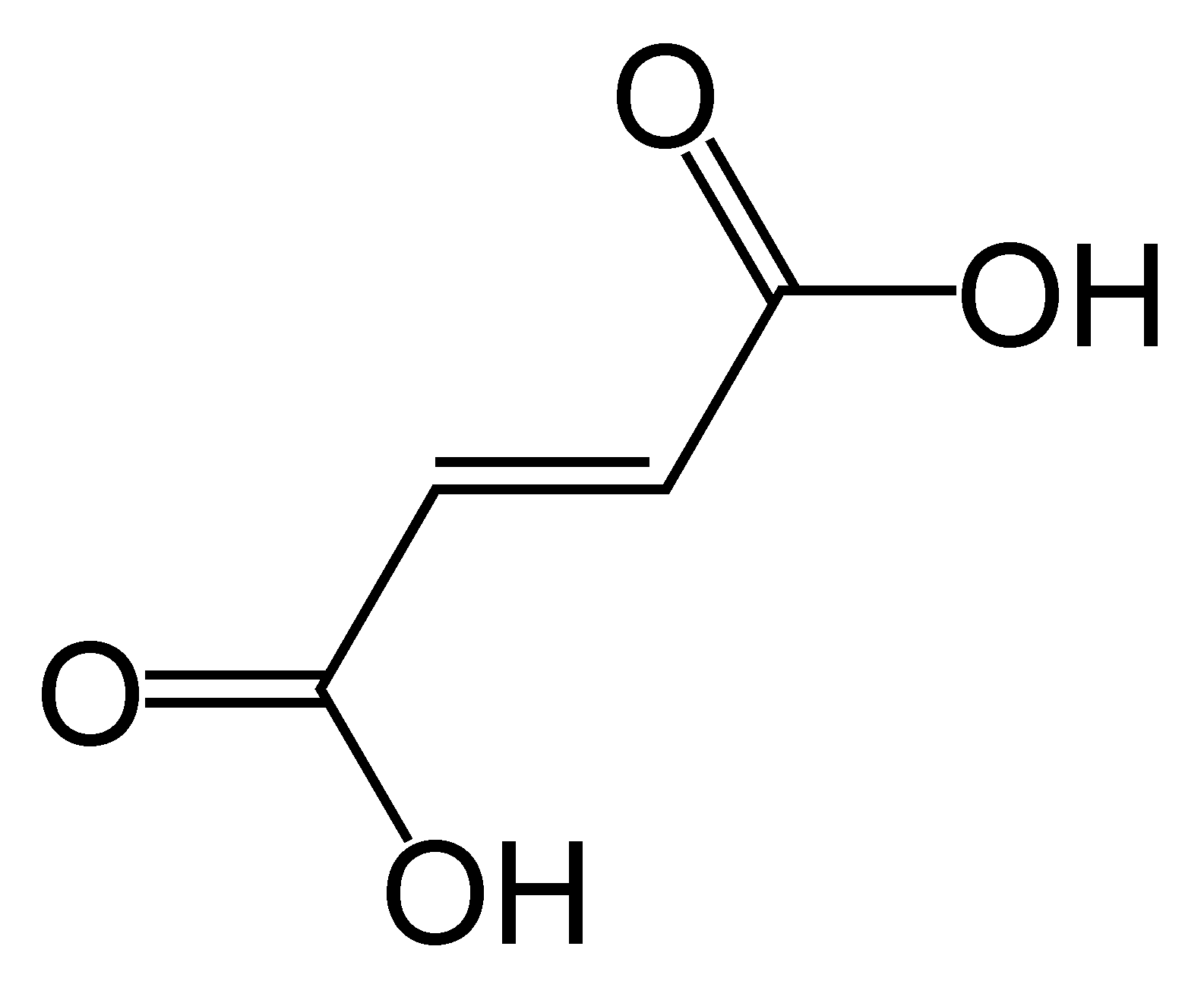
Àcid E-2-butenodioíc (Àcid fumàric.

En posseir els diastereoisòmers propietats físiques diferents, aquests poden separar-se mitjançant procediments de destil·lació, cristal·lització o cromatografia.